# Sławomir Wolk
Sławomir Wolk – polski trener piłkarski, były selekcjoner reprezentacji Tanzanii.

## Kariera reprezentacyjna
W 1980 roku Wolk został selekcjonerem reprezentacji Tanzanii. Prowadził ją w Pucharze Narodów Afryki 1980, jednak Tanzania nie wyszła wówczas z grupy.